# Syllogisme statistique
Un syllogisme statistique (ou syllogisme proportionnelle, ou inférence directe) est un syllogisme non déductif. Il fait valoir, en utilisant le raisonnement inductif, la généralisation du vrai à un cas particulier.

## Introduction
Les syllogismes statistiques peuvent utiliser des mots qualificatifs comme «la plupart», «fréquemment», «presque jamais», «rarement», etc., ou peuvent avoir une généralisation statistique comme l'un ou l'autre de leurs prémisses.
Par exemple:
1. Presque tous les gens sont plus grands que 1 mètre
2. Pierre est une personne
3. Par conséquent, Pierre est plus grand que 1 mètre

La prémisse 1 (prémisse majeure) est une généralisation, et l'argument tente de tirer une conclusion de cette généralisation. Contrairement à un syllogisme déductif, les prémisses soutiennent logiquement la conclusion plutôt que de strictement l'impliquer: il est possible pour les prémisses d'être vrai, et que la conclusion soit fausse, mais c'est peu probable.
Forme générale:
1. X proportion de F sont G
2. I est F
3. I est G

En forme abstraite, F est appelé la «classe de référence», G la «classe d'attribut» et I est l'objet individuel.
Contrairement à de nombreuses autres formes de syllogisme, un syllogisme statistique est inductif, donc lors de l'évaluation de ce genre d'argument, il est important d'étudier s'il est plutôt fort ou faible, avec les autres règles de l'induction (par opposition à la déduction). Dans l'exemple ci-dessus, si 99 % des gens sont plus grands que 1 mètre, alors la probabilité que la conclusion soit vrai est de 99 %.
L'importance du syllogisme statistique a été sollicité par Henry E. Kyburg, Jr., qui a soutenu que toutes les déclarations de probabilité pourraient être attribués à une inférence directe. Par exemple, lors du décollage d'un avion, notre confiance (mais pas certitude) que nous allons atterrir en toute sécurité est basée sur notre connaissance que la grande majorité des vols atterrissent en toute sécurité.
L'utilisation généralisée des intervalles de confiance en statistiques est souvent justifiée en utilisant un syllogisme statistique, des mots tels que «Si cette procédure est répétée sur plusieurs échantillons, l'intervalle de confiance calculé (qui diffèrent pour chaque échantillon) engloberait le véritable paramètre de la population 90 % du temps.»,

## Histoire
Les anciens auteurs de logique et de rhétorique ont approuvé les arguments qui «se passe pour la plupart du temps.»
L'ancienne loi juive du Talmud utilisait une règle de «suivre la majorité» pour résoudre les cas de doute.
De l'invention de l'assurance aux XIVe siècle, les taux d'assurance sont fondées sur des estimations (souvent intuitives) des fréquences des événements assurés, ce qui implique une utilisation implicite d'un syllogisme statistique.
Au XXe siècle, les essais cliniques ont été conçus pour trouver la proportion de cas de maladies guéries par un médicament, afin que le médicament puisse être appliqué en toute confiance à un patient avec la maladie concernée.

## Problème de l'induction
Le syllogisme statistique a été utilisé par Donald Cary Williams et David Stove dans leur tentative de donner une solution logique au problème de l'induction. Ils ont mis en avant l'argument, qui a la forme d'un syllogisme statistique:
1. La grande majorité de grands échantillons d'une population correspond approximativement à la population (en proportion)
2. Ceci est un grand échantillon d'une population
3. Par conséquent, cet échantillon correspond approximativement à la population

Si la population est, par exemple, un grand nombre de billes noires ou blanches, mais avec une proportion inconnue, et que l'on prend un échantillon et trouve qu'ils sont tous blancs, alors il est probable, en utilisant ce syllogisme statistique, que la population est totalement, ou presque, blanche. Voilà un exemple de raisonnement inductif.

## Exemples
Les syllogismes statistiques peuvent être utilisées comme preuve juridique, mais on pense généralement qu'une décision judiciaire ne doit pas reposer uniquement sur eux. Par exemple, dans le «paradoxe de gatecrasher» de L. Jonathan Cohen, 499 billets pour un rodéo ont été vendus et 1000 personnes sont observées dans les stands. Le directeur du rodéo poursuit un participant aléatoire pour non-paiement de la taxe d'entrée. Le syllogisme statistique suivant:
1. 501 des 1000 participants n'ont pas payé
2. L'accusé est un participant
3. Par conséquent, selon la prépondérance des probabilités, que l'accusé n'a pas payé

est correct, mais il est ressenti comme injuste pour l'accusé.